# Амазилии
Амазилиите (Amazilia) са род птици от семейство колиброви (Trochilidae), разпространени в тропическите части на Централна и Южна Америка.

## Описание
Средният размер на тези колибрита е от 7 до 12 cm (заедно с клюна), а теглото им варира от 3 до 7 грама. Мъжките екземпляри са по-големи и по-тежки от женските.

## Класификация
Род Amazilia
- Вид Amazilia amabilis (Gould, 1853)
- Вид Amazilia amazilia (Lesson, 1827)
- Вид Amazilia beryllina (Deppe, 1830)
- Вид Amazilia boucardi (Mulsant, 1877)
- Вид Amazilia brevirostris (Lesson, 1829)
- Вид Amazilia candida (Bourcier et Mulsant, 1846)
- Вид Amazilia castaneiventris (Gould, 1856)
- Вид Amazilia chionogaster (Tschudi, 1846)
- Вид Индигова амазилия (Amazilia cyanifrons) (Bourcier, 1843)
- Вид Amazilia cyanocephala (Lesson, 1829)
- Вид Amazilia cyanura Gould, 1859
- Вид Amazilia decora (Salvin, 1891)
- Вид Amazilia edward (Delattre et Bourcier, 1846)
- Вид Amazilia fimbriata (Gmelin, 1788)
- Вид Amazilia franciae (Bourcier et Mulsant, 1846)
- Вид Amazilia lactea (Lesson, 1832)
- Вид Amazilia leucogaster (Gmelin, 1788)
- Вид Amazilia luciae (Lawrence, 1868)
- Вид Amazilia rosenbergi (Boucard, 1895)
- Вид Amazilia rutila (Delattre, 1843)
- Вид Amazilia saucerottei (Delattre et Bourcier, 1846)
- Вид Amazilia tobaci (Gmelin, 1788)
- Вид Amazilia tzacatl (De la Llave, 1833)
- Вид Amazilia versicolor (Vieillot, 1818)
- Вид Amazilia violiceps (Gould, 1859)
- Вид Amazilia viridicauda (Berlepsch, 1883)
- Вид Amazilia viridifrons (Elliot, 1871)
- Вид Amazilia viridigaster (Bourcier, 1843)
- Вид Amazilia wagneri Phillips, 1966
- Вид Amazilia yucatanensis (Cabot, 1845)